# Motorový vůz M 120.0
Motorový vůz řady M 120.0 (označení výrobce Praga NŽ) byl vyroben v roce 1927 v ČKD Praha pro Československé státní dráhy. Jediný kus, označený jako M 120.001, byl prvním železničním motorovým vozem z ČKD a byl určen pro osobní dopravu na místních tratích. Vycházel z konstrukce autobusu Praga NO, proto byl nazýván (společně s několika dalšími řadami) jako „kolejový autobus“.

## Konstrukce
Vůz řady M 120.0 byl dvounápravový lehké konstrukce. Měl čtyřválcový, lihobenzínový motor Praga N, o zdvihovém objemu 6 082 cm³, umístěný v přední části pod samostatnou kapotou. Přenos výkonu na jedno dvojkolí byl zajištěn čtyřstupňovou mechanickou převodovkou. Do vozu se vstupovalo dvěma dveřmi přes stanoviště strojvedoucího, který seděl v podélné ose vozu. Autobusová karoserie pocházela z vagónky ve Studénce. Vzhledem k autobusovému původu byl vůz řady M 120.0 jednosměrný a na konci jízdy musel být pracně otáčen. Vůz nebyl vybaven toaletou.

## Vývoj, výroba a provoz
Motorový vůz M 120.001, vyrobený roku 1927 v ČKD, byl jedním z prvních pokusů o výrobu motorových vozů v Československu. Jeho přímým konkurentem byly motorové vozy řady M 120.1 ze Škody Plzeň rovněž s autobusovou skříní. Společně s prototypem M 120.101 byl vůz M 120.001 zkoušen na jihomoravské železniční trati Hodonín–Zaječí, později na Slovensku, na trati Ostrov nad Ohří – Jáchymov a jinde. Později jezdil na trati Kopidlno – Bakov nad Jizerou. Odstaven byl v roce 1936, k administrativnímu vyřazení došlo o 10 let později.